# Roddy Piper
Roddy Piper, właśc. Roderick George Toombs (ur. 17 kwietnia 1954 w Saskatoon, prowincja Saskatchewan w Kanadzie, zm. 31 lipca 2015 w Los Angeles) – kanadyjski wrestler i aktor.
W wrestlingu występował jako Roddy Piper w gimmicku energicznego Szkota pochodzącego z Glasgow, ubranego w kilt oraz występującego przy akompaniamencie muzyki odgrywanej na dudach. Przez tabloid The Daily Telegraph określony jako największy wrestlingowy antagonista wszech czasów. Członek galerii sław WWE Hall of Fame (2005). Jeden z najbardziej utytułowanych zawodników wrestlingu na terytoriach podległych organizacji National Wrestling Alliance (NWA) gdzie w trakcie kariery sięgnął po ok. 30 tytułów mistrzowskich. Będąc aktorem sukces odniósł dzięki głównej roli Johna Nady w filmie science fiction pt. Oni żyją z 1988, a cytat wypowiadany przez niego w tym filmie „I have come here to chew bubble gum and kick ass. And I’m all out of bubble gum” (pol. „Wpadłem tu żuć sobie gumę i skopać nieco tyłków. Ale guma już mi się skończyła”) wszedł do kanonu popkultury jako ikoniczny.

## Życiorys

### Młodość
Urodził się w Saskatoon, a wychowywał się w Winnipeg – tam też uczęszczał do szkoły średniej Windsor Park Collegiate. Jego ojciec Stanley Baird Toombs był funkcjonariuszem Kanadyjskiej Królewskiej Policji Konnej przy przewoźniku kolejowym Canadian National Railway, matka zaś – Eileen Anderson miała pochodzenie szkocko-kanadyjskie. Jeszcze w okresie gimnazjum został wydalony ze szkoły za posiadanie noża sprężynowego, który nosił przy sobie podczas lekcji. Po wydaleniu z gimnazjum jego relacje z ojcem stały się napięte przez co opuścił rodzinny dom i wychowywał się w schroniskach młodzieżowych prowadzonych przez YMCA. Imał się również dorywczych prac podejmowanych w lokalnych siłowniach w Kanadzie oraz zaczął grywać na dudach osiągając biegłość w grze na tym instrumencie muzycznym. Przyjaźnił się również z późniejszym hokeistą NHL Camem Connorem.
Jeszcze w okresie szkoły średniej trenował zapasy (sięgnął po szkolne mistrzostwo w kategorii do 76 kg). Trenował pięściarstwo w klubie Landsdown Boxing Club w Toronto, a później utrzymywał również, że został laureatem turnieju pięściarskiego Golden Gloves, jednak sam Toombs nie figuruje w zestawieniu mistrzów Golden Gloves ani pod jego prawdziwym imieniem i nazwiskiem ani też pod żadnym z jego pseudonimów ringowych. Trenował również judo pod okiem Gene’a LeBella, który przyznał mu czarny pas w tej sztuce walki.

### Początki kariery w wrestlingu
Karierę zawodowego zapaśnika rozpoczął jeszcze w okresie gdy uczęszczał do szkoły średniej w 1969 (mając 15 lat). Jak sam wyznał w książce autobiograficznej In the Pit With Piper wydanej w 2002, pseudonim Roddy Piper przyjął po tym jak podczas jednej z walk, konferansjer ringowy zapowiedział go przy akompaniamencie muzyki odgrywanej na dudach jako Roddy the Piper (ang. Roddy Dudziarz). Od 1973 do 1975 występował jako jobber w walkach dla American Wrestling Association (AWA) oraz organizacji podległych National Wrestling Alliance (NWA). Od 1975 zaczął sukcesywnie rozwijać swój gimmick Rowdy – chuligańskiego, zadziornego Szkota, który łatwo wchodził w rywalizację z innymi zawodnikami, a także prowadził konflikt z lokalną społecznością meksykańską na terenie Kalifornii, kiedy podczas wrestlingowych show Piper odgrywał na dudach na złość latynoskich widzów Hymn Meksyku – później był zagłuszany przez samych widzów, którzy na wejście zaczęli akompaniować meksykańską piosenkę ludową La Cucaracha tworząc ogólny chaos podczas show.
Na terenie Kalifornii występował w rywalizacji z Chavo Guerrero Sr. oraz Gorym Guerrero, później po przegraniu przez niego zakładu i ogolenia mu głowy na łyso zaczął występować w masce jako The Masked Canadian w tag teamie u boku Chavo Guerrero Sr. Na przełomie 1978 i 1979 Piper opuścił Kalifornię dołączając do konglomeratu organizacji wrestlingu skupionych pod szyldem Pacific Northwest Wrestling.
W 1980 dołączył do Mid-Atlantic Wrestling (późniejsze Jim Crockett Promotions) prowadząc rywalizację z Rickiem Flairem i Jackiem Brisco. Występował również jako komentator walk wrestlingowych. W 1982 został zwolniony z Mid-Atlantic Wrestling ze względu na spóźnienie się na show. Następnie wyjechał na Portoryko by w 1983 z powrotem powrócić do różnych organizacji wrestlingu na terytorium stanu Georgia gdzie ponownie toczył walki z Rickiem Flairem oraz wszedł w rywalizację z Sgt. Slaughterem i Gregiem Valentine’em – w szczególności jego walka z Valentine’em podczas gali Starrcade ’83: A Flare for the Gold w 1983 przeszła do historii pod nazwą The Year of the Ear, ponieważ podczas tego starcia Valentine uszkodził błonę bębenkową Piperowi, atakując go psią obrożą w dog collar matchu – w następstwie tej kontuzji Piper stracił od 50 do 75% słuchu lewego ucha.

### World Wrestling Federation

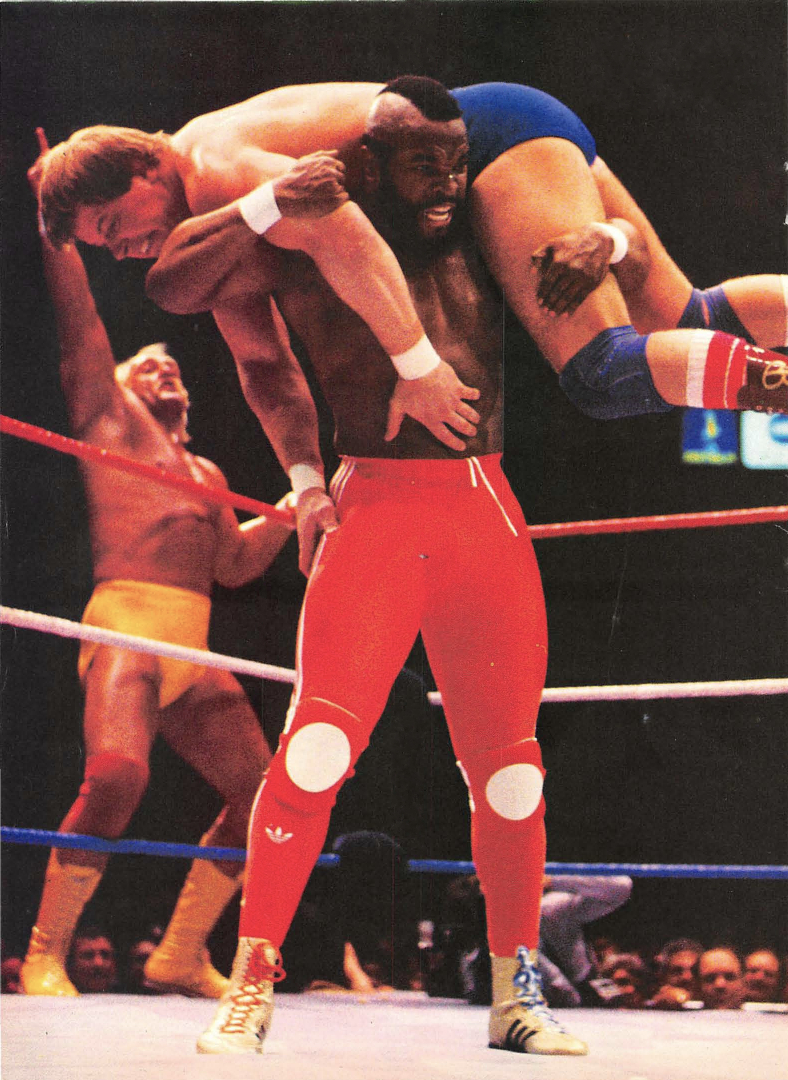
Roddy Piper w walce z Mr. T podczas WrestleManii I w 1985. W tle Hulk Hogan.

Jeszcze w 1979 Piper stoczył kilka walk dla World Wrestling Federation (WWF), jednakże pełny kontrakt na występy w tej organizacji podpisał dopiero w 1983 by zacząć w pełni występować od 1984. W WWF debiutował w 1984 jako menedżer Davida Schultza i "Mr. Wonderful" Paula Orndorffa jednak gimmick ten został szybko porzucony przez WWF na rzecz bookowania Pipera jako czynnego wrestlera.
Tuż po tym jak zaczął występować jako wrestler w WWF, nadano mu własny segment o nazwie „Piper’s Pit” (ang. Nora Pipera) odbywający się podczas telewizyjnych programów wrestlingowych produkowanych przez WWF. Wywiady przeprowadzane przez Pipera w ramach Piper’s Pit z innymi zawodnikami WWF ustawiały karierę Pipera jako głównego antagonisty WWF lat 80., stając się z czasem kultowymi. Podczas Piper’s Pit, Roddy Piper zapraszał do wywiadu innych zawodników WWF, a następnie antagonizował ich przeciwko sobie podważając kariery lub wprost obrażając ich lub nawet fizycznie atakując.
W 1985 Piper prowadził rywalizację z Hulkiem Hoganem o tytuł WWF Championship. W tym samym czasie WWF zaczęła również promować swoją pierwszą dużą galę w systemie pay-per-view sygnowaną nazwą „WrestleMania”, którą zapowiedziano w hali Madison Square Garden w Nowym Jorku. Rywalizacja Pipera i Hogana zaprowadziła obu zawodników do starcia podczas ww. WrestleManii I, gdzie obaj zmierzyli się w tag teamowej walce wieczoru gali – Hulk Hogan i Mr. T vs Roddy Piper i Paul Orndorff, w której zwycięstwo odnieśli Hogan i Mr. T. Rok później podczas gali WrestleMania 2 Piper zmierzył się w walce bokserskiej z Misterem T, którą również przegrał, będąc zdyskwalifikowanym za wykonanie rzutu swoim przeciwniku.
W 1987 ogłosił zakończenie kariery wrestlera ogłaszając przejście do aktorstwa – jego „walką pożegnalną” z zawodowymi zapasami było starcie z zakładem „włosy kontra włosy” przeciwko Adrianowi Adonisowi podczas gali WrestleMania III, którą Piper wygrał.
Po dwuletniej przerwie Piper powrócił do zawodowych zapasów w WWF. Nadal prowadził segment Piper’s Pit oraz regularnie występował w kolejnych programach i galach pay-per-view produkowanych przez WWF. W styczniu 1992 podczas gali Royal Rumble (1992) sięgnął po swój jedyny indywidualny tytuł jaki zdobył w ramach organizacji WWF – WWF Intercontinental Championship, tracąc go następnie podczas gali WrestleMania VIII niespełna trzy miesiące później na rzecz Breta Harta. W latach 1994–1996 prowadził różne rywalizacje – m.in. z Jerrym „The Kingiem” Lawlerem oraz komentował wydarzenia rozgrywane w WWF podczas panelu „The Bottom Line” w programie All-American Wrestling.
Od końca stycznia 1996 zaczął odgrywać rolę „tymczasowego przewodniczącego WWF” po tym jak Gorilla Monsoon został odsunięty z występów po ataku na niego przez Vadera. Rozpoczął też rywalizację z Goldustem. Na początku września 1996 po raz ostatni pojawił się w WWF podczas odcinka Monday Night RAW, który miał miejsce w kanadyjskim mieście Toronto.

### World Championship Wrestling
Jesienią 1996 zadebiutował w World Championship Wrestling (WCW) i zaczął występować jako protagonista atakując stajnię nWo oraz samego Hulka Hogana, który w WCW odgrywał wtedy rolę antagonisty. Następnie Piper dołączył do Ricka Flaira i stajni The Four Horseman przeciwko nWo. W czerwcu 1997 został zaatakowany przez stajnię The Four Horseman, a następnie wycofany z telewizji. Na początku września 1997 został komisarzem WCW (WCW Commissioner) prowadząc nadal rywalizację z Hoganem, a także pomniejszą rywalizację z Bretem Hartem.
Od 1999 rozpoczął kolejne rywalizacje z Rickiem Flairem oraz Buffem Bagwellem. W lutym 2000 po raz ostatni pojawił się w WCW podczas gali SuperBrawl 2000 jako sędzia specjalny walki o tytuł WCW World Heavyweight Championship pomiędzy Sidem Viciousem, Jeffem Jarrettem i Scottem Hallem. W lipcu 2000 jego kontrakt z WCW wygasł, przez co Piper odszedł z organizacji.

### Dalsza kariera w wrestlingu
W 2001 i 2002 odgrywał rolę komisarza w federacji niezależnej Xcitement Wrestling Federation (XWF). Na początku grudnia 2002 zadebiutował w Total Nonstop Action Wrestling (TNA), gdzie prowadził feud z Vince’em Russo, a także zaczął prowadzić segment In the Pit with Piper. W styczniu 2005 po raz ostatni pojawił się w TNA podczas gali Final Resolution (2005).
W marcu 2003 powrócił do WWE jako antagonista atakując Hulka Hogana i sprzymierzając się z Seanem O’Haire. Nadal prowadził rywalizację z Hoganem, który przybrał nowy gimmick zamaskowanego luchadora o imieniu Mr. America. W czerwcu 2003 został zwolniony z WWE ze względu na wywiad przeprowadzony poza kayfabe w programie Real Sports with Bryant Gumbel gdzie Piper ujawnił mroczną stronę biznesu wrestlingu. Jeszcze w latach 2005–2012 zaliczał nieregularne występy na scenie niezależnej. Pojawiał się w federacjach takich jak WrestleReunion czy Pro Wrestling Guerrilla (PWG).
W lutym 2005 WWE ogłosiło, że Piper zostanie wprowadzony do galerii sław WWE Hall of Fame – został wprowadzony przez Ricka Flaira w dniu 2 kwietnia 2005. Przez 2005 rok prowadził nieregularnie segment Piper’s Pit podczas odcinków RAW. Na początku listopada 2006 sięgnął wraz z Rickiem Flairem po swój ostatni tytuł w ramach WWE – World Tag Team Championship na gali Cyber Sunday (2006). W dniu 13 listopada 2006 Flair i Piper utracili tytuły tag teamowe na rzecz Rated-RKO (Edge i Randy Orton).
W latach 2007–2015 pojawiał się nieregularnie w WWE – prowadził różne krótkie rywalizacje (m.in. z Chrisem Jericho w 2009), a w 2010 wprowadził Wendi Richter do galerii sław WWE Hall of Fame, a także okresowo pojawiał się podczas odcinków Raw i SmackDown by prowadzić swój kultowy segment Piper’s Pit.
W 2011 stoczył swój ostatni pojedynek w wrestlingu, jednak nie wycofał się w pełni z biznesu zawodowych zapasów, gdyż w 2012 utworzył Portland Wrestling Uncut nawiązując do tradycji organizacji Portland Wrestling, w której znaleźli się starsi zawodnicy występujący w przeszłości w Portland Wrestling oraz nowe twarze sceny niezależnej, a Piper występował w swojej federacji jako konferansjer.
W lipcu 2015 Ric Flair wyznał, że Piper utracił swój kontrakt legend w WWE ze względu na konflikt jaki toczył w przestrzeni publicznej (poza wrestlingowym kayfabe) ze Stone Coldem Steve’em Austinem, jednak na trzy tygodnie przed swoją śmiercią sam Piper przeprosił Austina za prowadzenie z nim publicznego sporu.

### Pozostała działalność
Oprócz kariery zawodowego zapaśnika, występował jako aktor filmowy i telewizyjny, a także udzielał się w rolach dubbingowych. W latach 80. wystąpił w teledysku Cyndi Lauper pt. The Goonies ’R’ Good Enough oraz nagrał utwór pt. For Everybody, ktory znalazł się na muzycznym albumie studyjnym wydanym przez World Wrestling Federation pt. The Wrestling Album. W 1992 nagrał utwór muzyczny pt. I’m Your Man, który wydano tylko na terytorium Wielkiej Brytanii i do którego nakręcono teledysk – na stronie B singla znalazł się jego drugi utwór pt. Judy Come Back.
Jako aktor sławę uzyskał dzięki roli Johna Nady w horrorze SF Johna Carpentera pt. Oni żyją, w którym Piper wypowiada zdanie  „I have come here to chew bubble gum and kick ass. And I’m all out of bubble gum” (pol. „Wpadłem tu żuć sobie gumę i skopać nieco tyłków. Ale guma już mi się skończyła”) stał się kultowym. Podobnie za ikoniczną uznano uliczną bójkę na przedmieściach Los Angeles Johna Nady (odgrywanego w filmie przez Pipera) z Frankiem Armitage’em (w którego wcielił się Keith David) – zarówno scenę cytatu jak i bójki parodiowano w serialach animowanych Miasteczko South Park i Pora na przygodę! oraz w grach komputerowych Duke Nukem 3D i Saints Row IV.
Entertainment Weekly wskazywał, że rola Pipera w filmie „Oni żyją” ustawiła Pipera jako „ikonę popkultury” i „swego rodzaju legendę”. Magazyn Rolling Stone opisał również na swoich łamach, iż Piper „miał niezapomnianą karierę aktora kultowego”, wspominając jego rolę w filmie „Oni żyją”.
Jego postać jako Roddy’ego Pipera pojawiła się w kilkudziesięciu odsłonach gier komputerowych: WWF WrestleMania: Steel Cage Challenge, WCW/nWo Revenge, WCW/nWo Thunder, Legends of Wrestling II, WWE SmackDown! Here Comes the Pain, Showdown: Legends of Wrestling, WWE Day of Reckoning, WWE SmackDown! vs. Raw, WWE SmackDown vs. Raw 2007, WWE SmackDown vs. Raw 2008, WWE All Stars (jako postać legendarna), WWE 2K14 (ukryta postać), WWE 2K16 i WWE 2K19 (postać DLC), a także w WWE 2K20, WWE 2K Battlegrounds, WWE 2K22, WWE 2K23 oraz WWE 2K24. Jego postać pojawiła się również cameo w fabule gry Saints Row IV, gdzie Piper użyczył również głosu swojemu bohaterowi.
Był również podcasterem – swoje autorskie słuchowisko (Piper’s Pit with Roddy Piper) prowadził na platformie PodcastOne od kwietnia 2014 do początku lipca 2015, kiedy wszedł w publiczny spór ze Stone Coldem Steve’em Austinem.

## Życie prywatne i śmierć

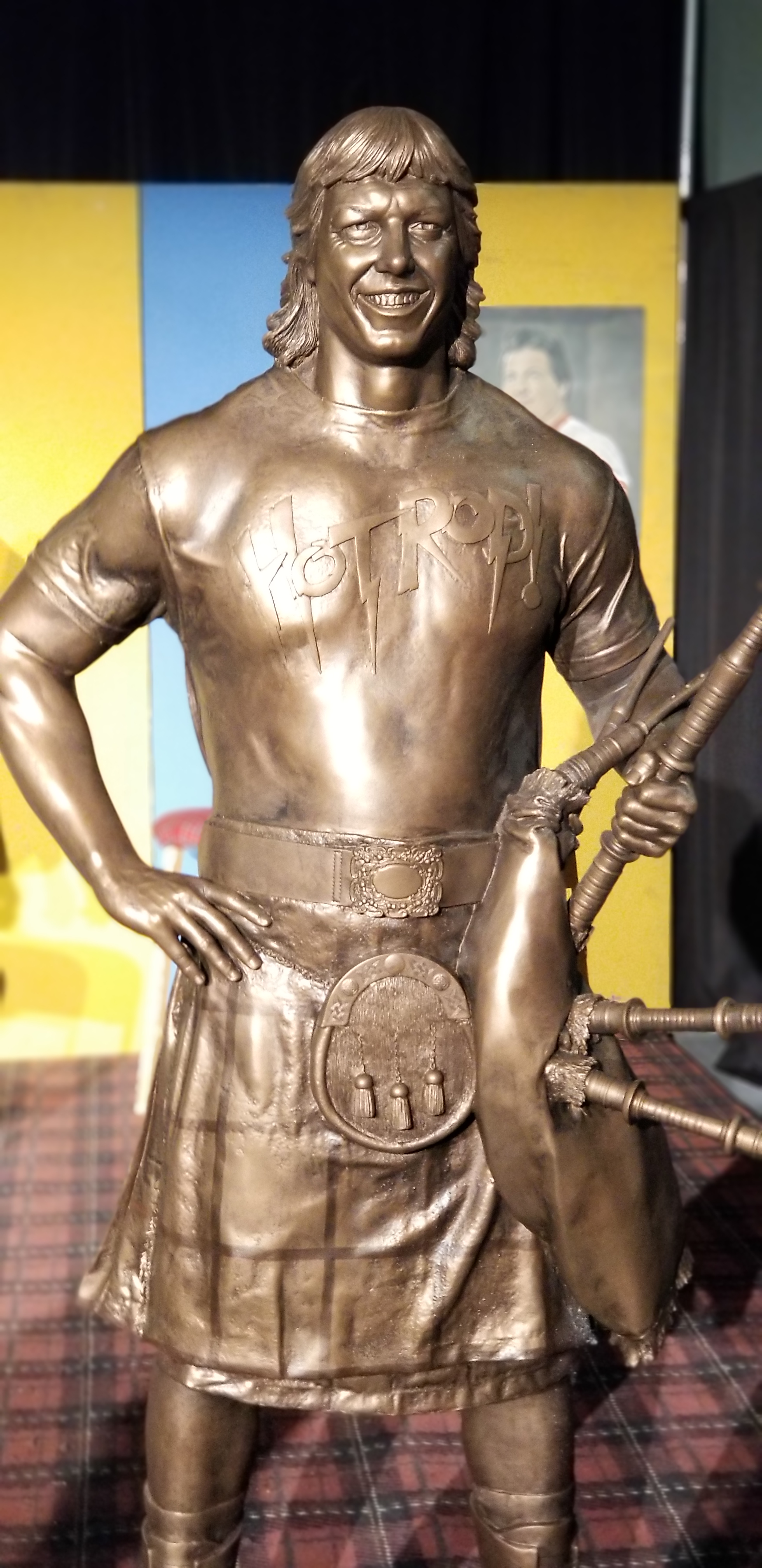
Posąg z brązu przedstawiający Roddy’ego Pipera, odsłonięty podczas panelu WrestleMania Axxess w 2019.

Ze swoją żoną Kitty Jo Dittrich (z którą był związany do śmierci) doczekał się czwórki dzieci (trzech córek i syna): Ariel Teal Toombs, Anastacia Shea Toombs, Falon Danika Toombs i Colton Baird Toombs. Jedna z jego córek – Ariel jest aktorką filmową, wokalistką, a także związana była z biznesem wrestlingu. Jego jedyny syn z kolei (Colton) został zawodnikiem mieszanych sztuk walki. Toombs określał siebie chrześcijaninem.
Piper wymieniał m.in.: Gene’a LeBella, Muhammada Ali i Lou Thesza jako osób mających wpływ na jego karierę.
W 2002 wydał swoją książkę autobiograficzną pt. In The Pit with Piper, w której opisał swoje pochodzenie, życie osobiste oraz karierę wrestlera i aktora – w tej samej książce stwierdził, że jest spokrewniony z rodziną Hartów i że jest kuzynem Breta Harta. Bruce Hart stwierdził, że on oraz jego rodzeństwo byli kuzynostwem w drugiej linii w stosunku do Toombsa.
W listopadzie 2006 WWE informowała o tym, że Piper choruje na chłoniaka Hodgkina i że przechodzi chemioterapię (którą zakończył w połowie stycznia 2007). Toombs potwierdził następnie zmaganie się ze schorzeniem na swojej stronie internetowej.
W dniu 24 lipca 2015 Piper wystąpił w programie The Rich Eisen Show. Podczas występu Piper miał trudności ze skupieniem się i często mówił na inny temat niż przedstawiane mu pytania. Tydzień później, w dniu 31 lipca 2015 Toombs zmarł we śnie w swojej letniej rezydencji w Los Angeles. Obdukcja zwłok wykazała, że przyczyną zgonu Pipera było nagłe zatrzymanie krążenia spowodowane nadciśnieniem tętniczym. Tuż po jego śmierci, jego przyjaciel Bruce Prichard wyznał, że na noc przed śmiercią Pipera otrzymał od niego nagranie na skrzynkę głosową na której Piper mówił, że „nie czuje się zbyt dobrze, i że musi odespać zmęczenie” – podobną informację na skrzynkę głosową otrzymał Hulk Hogan od Roddy’ego Pipera, w której Piper mówił o tym że „podąża z Chrystusem”. W dniu 3 sierpnia 2015 podczas odcinka Raw, na początku show wykonano 10 symbolicznych uderzeń w gong, które tradycyjnie honorują zmarłych zawodowych zapaśników. Ciało Pipera poddano kremacji, a jego prochy złożono na cmentarzu Crescent Grove Cemetery w Tigard w stanie Oregon.
W 2016 jego córka Ariel i syn Colton wydali drugą książkę biograficzną o swoim ojcu pt. Rowdy: The Roddy Piper Story

### Spuścizna
Uznawany jest powszechnie zarówno wśród fanów, organizacji wrestlingu jak i mediów zajmujących się biznesem zawodowych zapasów za jednego z największych antagonistów w historii wrestlingu – sama federacja WWE wymieniła go jako największy czarny charakter w historii profesjonalnego zapaśnictwa.
Dave Meltzer – dziennikarz sportowy oraz ekspert z zakresu wrestlingu opisał Pipera jako „jedną z kluczowych postaci mających wpływ na rozwój organizacji WWE, a w szczególności dzięki jego występowi w nakręceniu sukcesu gali Wrestlemania I”.
Ric Flair nazwał Pipera „bez wyjątku największym artystą w historii wrestlingu”. W podobnym tonie mówił o Piperze Vince McMahon, który wyznał po jego śmierci, że „Roddy Piper był jednym z najbardziej rozrywkowych, kontrowersyjnych i bombastycznych performerów w historii WWE, uwielbianym przez miliony fanów na całym świecie”.
Tuż po śmierci Pipera głos zabrał reżyser filmowy John Carpenter, który skomentował odejście zawodnika w następujący sposób: „Jestem zdruzgotany dzisiejszą wiadomością o śmierci mojego przyjaciela Roddy’ego Pipera. Był świetnym zapaśnikiem, znakomitym artystą i dobrym przyjacielem”.
Jego osobisty segment będący wywiadem prowadzonym z różnymi postaciami w WWF/WWE, pod nazwą Piper’s Pit (ang. Nora Pipera) został uznany za innowacyjny, urozmaicający programy telewizyjne z zakresu rozrywki sportowej (wrestlingu) produkowanych przez WWF/WWE. Piper jest również pierwszym wrestlerem, który wchodził do ringu przy akompaniamencie muzyki odgrywanej na żywo przez zespół muzyczny – w lutym 1985 Piper wszedł do walki przeciwko Hulkowi Hoganowi w hali Madison Square Garden, a jego motyw muzyczny odrywała wtedy orkiestra dęta New York Police Department – NYPD Pipes and Drums.
Menedżer wrestlingowy Bobby Heenan twierdził, że Piper posiadał talent do wymyślania wrestlingowych promo na poczekaniu. Heenan wyznał, że zostawiał Pipera samego w szatni, a po dwudziestu minutach wracał by usłyszeć promo, które Piper przygotował do występu na ringu.
Zawodniczka mieszanych sztuk walki oraz wrestlerka – Ronda Rousey używała przydomka Rowdy, który nadany jej został przez przyjaciół, jednak nie korzystała z tego pseudonimu zawodowo aż do spotkania się z samym Piperem, który wyraził zgodę na oficjalne używanie przydomka Rowdy przez Rondę. W dniu 1 sierpnia 2015 – dzień po śmierci Pipera, Rousey zadedykowała swoją walkę przeciwko Bethe Correia na gali UFC 190 zmarłemu zawodnikowi, a w wywiadzie po walce z Correią wymieniła z nazwiska zmarłego Pipera.
W 2018 Rousey zadebiutowała w WWE jako wrestlerka, a w swoim gimmicku zaczęła występować w kilcie i skórzanej kurtce po Roddym Piperze, którą otrzymała od syna zmarłego zawodnika, oddając w ten sposób hołd karierze Pipera. Zaczęła też używać rzutu określanego nazwą Piper’s Pit jako akcję kończącą walkę.
W kwietniu 2019 podczas wydarzenia WrestleMania Axxess odsłonięto na Brooklynie w Nowym Jorku posąg z brązu przedstawiający postać Roddy’ego Pipera.

## Tytuły i osiągnięcia w wrestlingu
- Big Time Wrestling (San Francisco)
  - NWA United States Heavyweight Championship (wersja San Francisco) (1 raz)
  - NWA World Tag Team Championship (wersja San Francisco) (1 raz) – z Edem Wiskoskim

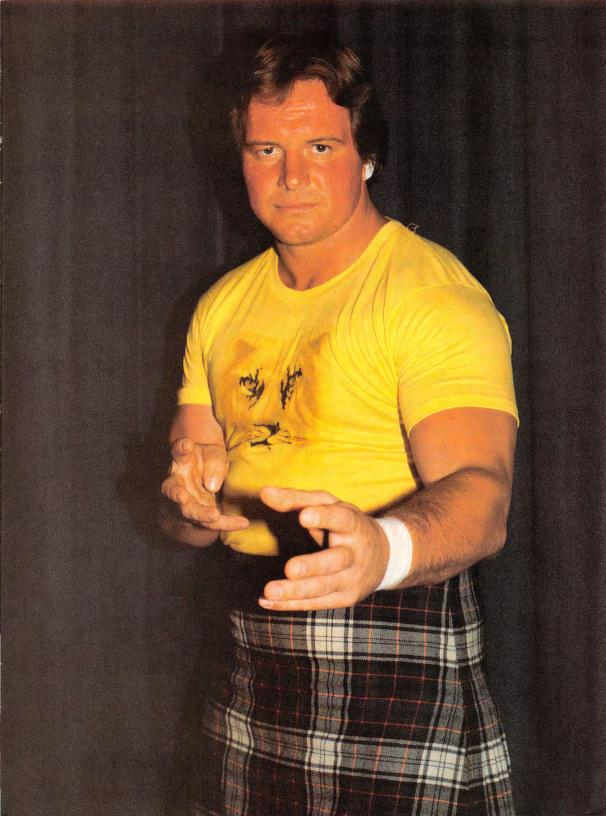
Roddy Piper ubrany w charakterystyczny szkocki kilt w 1983 roku.

- Canadian Pro-Wrestling Hall of Fame
  - Wprowadzony w 2022
- Cauliflower Alley Club
  - Reel Member Inductee (2001)
- George Tragos/Lou Thesz Professional Wrestling Hall of Fame
  - Wprowadzony w 2008
- Mid-Atlantic Championship Wrestling/World Championship Wrestling
  - NWA Mid-Atlantic Heavyweight Championship (2 razy)
  - NWA Television Championship (2 razy)
  - NWA/WCW United States Heavyweight Championship (3 razy)
- NWA All-Star Wrestling
  - NWA Canadian Tag Team Championship (wersja Vancouver) (1 raz) – z Rickiem Martelem
- NWA Hollywood Wrestling
  - NWA Americas Heavyweight Championship (5 razy)
  - NWA Americas Tag Team Championship (5 razy) – z Crusherem Verdu (1 raz), Keithem Franksem (1 raz), Pakiem Choo (1 raz), Ronem Bassem (1 raz) i The Hangmanem (1 raz)
  - NWA World Light Heavyweight Championship (1 raz – tytuł NWA World Light Heavyweight Championship nie jest już rozpoznawany ani sankcjonowany przez National Wrestling Alliance.)
- Pacific Northwest Wrestling
  - NWA Pacific Northwest Heavyweight Championship (2 razy)
  - NWA Pacific Northwest Tag Team Championship (5 razy) – with Killer Tim Brooksem (1 raz), Rickiem Martelem (3 razy) i Mikiem Popovichem (1 raz – Martel zwakował tytuł po tym jak przegrał walkę loser-leaves-town match, a Piper wybrał Popovicha jako nowego tag team partnera.)
- Pro Wrestling Guerrilla
  - Zwycięzca Legends Battle Royal (2011)
- Pro Wrestling Illustrated
  - Najbardziej inspirujący zawodnik roku (1982)
  - Walka roku (1985) u boku Paula Orndorffa vs Hulk Hogan i Mr. T na WrestleManii I
  - Najbardziej znienawidzony zawodnik roku, najlepszy heel (1984, 1985)
  - Najpopularniejszy zawodnik roku, najlepszy face (1986)
  - Stanley Weston Award (2015)
  - Sklasyfikowany na 45. miejscu wśród 500 najlepszych wrestlerów w zestawieniu PWI 500 w 1992 roku.
  - Sklasyfikowany na 17. miejscu wśród 500 najlepszych wrestlerów w zestawieniu "PWI Years" w 2003 roku.
- Professional Wrestling Hall of Fame and Museum
  - Wprowadzony w 2007
- World Class Championship Wrestling
  - NWA American Tag Team Championship (1 raz) – z Bulldog Browerem
- World Wrestling Federation/World Wrestling Entertainment/WWE
  - WWF Intercontinental Heavyweight Championship (1 raz)
  - World Tag Team Championship (1 raz) – z Rickiem Flairem
  - WWE Hall of Fame (wprowadzony w 2005)
  - WWE Bronze Statue (2019)
  - Slammy Awards (1 raz)
    - Najlepsza osobowość w "Land of a Thousand Dances" (1986)
- Wrestling Observer Newsletter
  - Najlepszy heel (1984, 1985)
  - Najlepszy podczas wywiadów (1981–1983; w 1981 nagroda dzielona z Lou Albano)
  - Najgorsza walka w wrestlingu (1986) vs Mr. T w boxing matchu na gali WrestleMania 2
  - Najgorsza walka w wrestlingu (1997) vs Hollywood Hogan na gali SuperBrawl VII
  - Wrestling Observer Newsletter Hall of Fame (wprowadzony w 1996)

### Rekord w Luchas de Apuestas
| Zwycięzca (stawka)  | Przegrany (stawka)    | Lokalizacja       | Gala             | Data          | Uwagi |
| ------------------- | --------------------- | ----------------- | ---------------- | ------------- | ----- |
| Roddy Piper (włosy) | Luke Williams (włosy) | Portland, Oregon  | gala na żywo     | 1 marca 1980  |       |
| Roddy Piper (włosy) | Adrian Adonis (włosy) | Pontiac, Michigan | WrestleMania III | 29 marca 1987 |       |

## Filmografia
Poniższe tabele przedstawiają wybrane występy Pipera w filmie, telewizji oraz Internecie:
Film
| Rok  | Tytuł                                   | Rola                        | Uwagi                                                |
| ---- | --------------------------------------- | --------------------------- | ---------------------------------------------------- |
| 1978 | The One and Only                        | Joe 'Leatherneck Joe' Grady | niewymieniony w napisach                             |
| 1986 | Trzaskające się ciała                   | Rick 'Quick Rick' Roberts   | rola drugoplanowa                                    |
| 1988 | Hell Comes to Frogtown                  | Sam Hell                    | główna rola                                          |
| 1988 | Oni żyją                                | John Nada                   | główna rola                                          |
| 1989 | Buy & Cell                              | Kowboj                      | rola drugoplanowa                                    |
| 1991 | Tagteam                                 | Rick McDonald               | główna rola                                          |
| 1992 | Immortal Combat                         | John Keller                 | główna rola                                          |
| 1993 | Back in Action                          | Frank Rossi                 | główna rola                                          |
| 1994 | No Contest                              | 'Ice'                       | rola drugoplanowa                                    |
| 1994 | Tough & Deadly                          | Elmo Freech                 | główna rola                                          |
| 1995 | Jungleground                            | porucznik Jacob Cornell     | główna rola                                          |
| 1996 | Terminal Rush                           | Bartel                      | główna rola                                          |
| 1996 | Marked Man                              | Frank Gibson                | główna rola                                          |
| 1996 | Sci-Fighters                            | detektyw Cameron Grayson    | główna rola                                          |
| 1997 | First Encounter                         | porucznik Ed Ganz           | główna rola                                          |
| 1997 | Dead Tides                              | Mick Leddy                  | główna rola                                          |
| 1997 | The Bad Pack                            | Dash Simms                  | główna rola                                          |
| 1998 | Hard Time                               | Randy                       | rola drugoplanowa                                    |
| 1998 | Last to Surrender                       | Nick Ford                   | główna rola                                          |
| 1999 | Legless Larry & the Lipstick Lady       | Larry 'Legless Larry'       | główna rola                                          |
| 1999 | The Shepherd                            | Miles                       | alternatywny tytuł filmu: Cyber City                 |
| 2000 | Jack of Hearts                          | detektyw Deeks              | rola drugoplanowa                                    |
| 2005 | Three Wise Guys                         | pastor Roberts              | rola drugoplanowa                                    |
| 2005 | Honor                                   | LT Tyrell                   | jedna z głównych ról                                 |
| 2006 | Domestic Import                         | Bill 'Bronco Bill'          | alternatywny tytuł filmu: Nanny Insanity             |
| 2006 | Costa Chica: Confession of an Exorcist  | Lucas McMurter              | alternatywny tytuł filmu: Legion: The Final Exorcism |
| 2006 | Shut Up and Shoot!                      | barman Yokum                | rola drugoplanowa                                    |
| 2006 | Night Traveler                          | The Pyro Messiah            | użyczył głosu, rola drugoplanowa                     |
| 2006 | Blind Eye                               | Fred Mears                  | główna rola                                          |
| 2007 | Ghosts of Goldfield                     | Jackson Smith               |                                                      |
| 2007 | Super Sweet 16: The Movie               | Mitch                       |                                                      |
| 2008 | Legion: The Final Exorcism              | Nieznany                    |                                                      |
| 2009 | The Mystical Adventures of Billy Owens  | William Thurgood            | główna rola                                          |
| 2009 | A Gothic Tale                           | Narrator                    |                                                      |
| 2010 | The Portal                              | George 'Homeless George'    |                                                      |
| 2010 | Lights Out                              | detektyw Callahan           | główna rola                                          |
| 2010 | Billy Owens and the Secret of the Runes | William Thurgood            |                                                      |
| 2010 | Alien Opponent                          | ojciec Melluzzo             | główna rola                                          |
| 2011 | Clear Lake                              | Wayne                       | główna rola                                          |
| 2011 | Pizza Man                               | Roderick                    |                                                      |
| 2011 | Fancypants                              | Smiley                      | główna rola                                          |
| 2011 | Zielona Latarnia: Szmaragdowi wojownicy | Bolphunga                   | użyczył głosu                                        |
| 2013 | Black Dynamite Teaches a Hard Way!      | We własnej osobie           | rola cameo                                           |
| 2013 | Pro Wrestlers vs Zombies                | We własnej osobie           | główna rola                                          |
| 2014 | Pogrzebać przeszłość                    | Eddie Starks                |                                                      |
| 2015 | The Reconciler                          | Russ                        |                                                      |
| 2015 | Portal to Hell                          | Jack                        | główna rola                                          |
| 2015 | The Masked Saint                        | Nicky Stone                 |                                                      |
| 2016 | The Bet                                 | Mr. Jablonski               | film wydano po śmierci Pipera                        |
| 2016 | The Chair                               | Murphy                      | film wydano po śmierci Pipera                        |

Źródło:
Telewizja
| Rok       | Tytuł                             | Rola                          | Uwagi                                                   |
| --------- | --------------------------------- | ----------------------------- | ------------------------------------------------------- |
| 1987      | The Highwayman                    | Kaznodzieja                   | odcinek pilotażowy                                      |
| 1989      | The Super Mario Bros. Super Show! | We własnej osobie             | występ gościnny – użyczył głosu                         |
| 1990      | The Love Boat: A Valentine Voyage | Maurice Steiger               | film telewizyjny                                        |
| 1992      | Jedwabne pończoszki               | Jimmy Snow                    | odc. "Wild Card" (sezon 2, odc. 4)                      |
| 1993      | Nieśmiertelny                     | Anthony Gallen, Nieśmiertelny | odc. "Epitaph for Tommy" (sezon 2, odc. 10)             |
| 1994      | RoboCop                           | Tex Jones/Commander Cash      | odc. "Robocop vs. Commander Cash"                       |
| 1998      | Strażnik Teksasu                  | Cody 'The Crusader' Conway    | odc. "Crusader"                                         |
| 1999      | The Outer Limits                  | Marlon                        | odc. "Small Friends" (sezon 5, odc. 3)                  |
| 1999      | Louis Theroux’s Weird Weekends    | We własnej osobie             | odc. "Wrestling" (sezon 2, odc. 6)                      |
| 1999      | Mentors                           | Daniel Boone                  | odc. "The Rescue" (sezon 1, odc. 13)                    |
| 2003      | The Man Show                      | We własnej osobie             | odc. "Apologizing"                                      |
| 2006      | Robot Chicken                     | We własnej osobie             | użyczył głosu; odc. "Metal Militia" (sezon 2, odc. 9)   |
| 2009–2013 | U nas w Filadelfii                | Da’’ Maniac                   | wystąpił w dwóch odcinkach                              |
| 2010      | Dowody zbrodni                    | "Sweet" Sil Tavern            | odc. "One Fall" (sezon 7, odc. 16)                      |
| 2011      | Fantasy Factory                   | We własnej osobie             | odc. "Kid Lightning" (sezon 4, odc. 7)                  |
| 2012      | Breaking In                       | Mr. Weller                    | odc. "The Contra Club" (sezon 2, odc. 1)                |
| 2013      | Wojny magazynowe                  | We własnej osobie             | odc. "Barry’s Angels" (sezon 4, odc. 11)                |
| 2014      | Pora na przygodę!                 | Don John                      | użyczył głosu; odc. "The Red Throne" (sezon 5, odc. 47) |
| 2014      | WWE Legends’ House                | We własnej osobie             | wystąpił w 10 odcinkach – sezon 1                       |
| 2015      | Food Factory USA                  | We własnej osobie             | odc. "No Snout About It" (sezon 2, odc. 4)              |

Źródło:
Streaming w sieci
| Rok       | Tytuł                        | Rola                           | Uwagi |
| --------- | ---------------------------- | ------------------------------ | --- |
| 2014–2015 | Piper’s Pit with Roddy Piper | We własnej osobie (prowadzący) | Podcast realizowany na platformie PodcastOne od kwietnia 2014 do lipca 2015 – dwa ostatnie odcinki pojawiły się w serwisie SoundCloud. |
| 2015      | Table for 3                  | We własnej osobie              | Reality show, w którym osobistości ze świata WWE dzielą się historiami przy obiedzie. Piper wystąpił w 2015 po raz ostatni w WWE w tym programie – emisja ostatniego odcinka z jego udziałem odbyła się już pośmiertnie w dniu 6 sierpnia 2015. |